# Jack Holden
Jack Anthony Holden es un personaje ficticio de la serie de televisión australiana Home and Away, Jack fue interpretado por el actor Paul O'Brien del 5 de agosto del 2005 hasta el 20 de enero del 2009.
Jack fue un oficial e hijo mayor de la familia Holden. Durante el final de temporada de diciembre del 2008, Jack recibió un disparo en el pecho por parte de su compañero el policía Angelo Rosetta. Durante el primer episodio de la temporada del 2009 se reveló que Jack había muerto luego de que los paramédicos fallaran en sus intentos por revivirlo.

## Biografía
Jack es hijo de Katy y Tony Holden y hermano mayor de Lucas, su madre murió en un accidente automovilístico cuando un coche la atropelló y huyó, en ese momento su hermano Lucas apenas era un bebé. Junto a su padre y hermano llegaron por primera vez a Summer Bay en el 2005. Es muy buen amigo de Robbie Hunter y Kim Hyde.
Jack es un policía local que se mudó a Summer Bay después de haber matado a una niña en defensa propia luego de que esta cometiera un robo con un arma. 
Poco después de haber llegado a Bay se enamoró de Martha MacKenzie - Holden con quien al inicio tuvo algunos problemas, sin embargo Martha comenzó a ceder a sus encantos, ambos comenzaron a salir y en el 2007 se casaron.
Luego de que su primer matrimonio terminara comenzó a salir con Sam Tolhurst, una madre soltera que se encontraba huyendo de su esposo traficante de drogas; por un tiempo Jack no sabía si seguir su relación ya que todavía sentía cosas por Martha, sin embargo terminó casándose con Sam y cuidando a Martha. Poco después de haberse casado Jack se da cuenta de que cometió un error al casarse y que todavía sigue amando a Martha. Sam comienza a actuar como loca, desobedece a Rachel quien le pide que acompañe a Martha fuera del hospital, lo cual termina con un ataque hacia Martha, Sam mata a Johnny Cooper dándole una sobredosis en el hospital y luego se suicidó, antes de matarse organiza todo para que la policía crea que había sido asesinada por Jack y Martha, todo con el fin de mantenerlos separados, sin embargo se descubrió la verdad y Jack y Martha regresaron. 
Poco después se casaron de nuevo cuando Martha se encontraba luchando contra el cáncer, pero la felicidad no duro ya que durante una persecución Jack recibió un disparo accidentalmente de su compañero Angelo Rosetta y murió. Ambos se encontraban investigando sobre el vertedero ilegal de residuos tóxicos que había ocasionado que Martha desarrollara el cáncer. La muerte de Jack dejó destrozados a Martha y a Tony.